# Annet de Clermont de Chattes-Gessant
Annet de Clermont de Chattes-Gessant (1587-1660) was grootmeester van de Maltezer Orde in 1660. Hij volgde Martín de Redín op. Zijn bewind was vrij kort en hij werd begraven in de kapel van Auvergne in de Sint-Janscokathedraal in Valletta. Hij werd opgevolgd als grootmeester door Rafael Cotoner.